# Chesswood Arena
Chesswood Arena je domaće klizalište hrvatskih hokejaških klubova u Torontu u pokrajini Ontariju u Kanadi.